# Še vedno samska?
Knjiga Še vedno samska? je slovenski roman, prvenec avtorice, publicistke in urednice Darje Korez Korenčan. Avtorica je roman napisala leta 2010, vendar se je za izdajo odločila šele potem, ko je zanj prejela pozitivne kritike in spodbude s strani prijateljev.

## Vsebina
Dogajanje v romanu je postavljeno v slovenske kraje (Ljubljana, Ptuj, Lenart), začetek romana pa je postavljen na Hrvaško, kjer glavna oseba Miranda preživlja dopustniške dneve. 
Miranda je raziskovalna novinarka srednjih let, ki je še vedno samska. Sama se že dalj časa sprašuje, zakaj je temu tako, a pravega odgovora še ni našla. Čeprav si želi ustvariti družino in imeti otroke, ne najde pravega moškega zase, hkrati pa na prvo mesto postavlja svoje delo odgovorne urednice v neki televizijski družbi. O njenem statusu jo sprašujejo starši in vprašanja o tej temi ji že pošteno presedajo, zato se staršem in obiskom na domačem Ptuju začne izogibati. Tudi sestro, ki je srečno poročena in ima dva otroka, skrbi zanjo, zato ji pripravi srečanje z nekim moškim. Kasneje se s tem moškim sama zaplete in se loči od moža. Ko novinarka že skoraj obupa, se v njej po srečnem naključju prebudi ljubezen. Zaljubi se v Francija, s katerim sta bila par že v srednji šoli, se z njim poroči in preseli k njemu v Lenart. Čeprav je za to že nekoliko prestara, zanosi in rodi zdravo deklico Katjo. Ker možev posel kmalu po poroki začne propadati, si Miranda poišče službo v Ljubljani. Ker bi bila vsakodnevna vožnja v Ljubljano in nazaj prenaporna, ostane v Ljubljani, mož in hčerka pa ostaneta v Lenartu. Na pomoč jima priskoči mlada varuška Anja, ki je povod za spor med Mirando in Francijem. Katja se preseli k mami v Ljubljano. 
Konec romana je nekoliko pretresljiv, saj se dogajanje vrti okoli smrti, vendar pa se rešijo nekatera nerešena vprašanja, pa tudi Miranda se po mnogih težavah pobere in gre pogumno svojo pot naprej.